# Mónica Antonópulos
Mónica Ariadna Antonópulos (San Justo, La Matanza, provincia de Buenos Aires; 6 de enero de 1982) es una actriz argentina de ascendencia griega, ganadora del Premio Martín Fierro. Se hizo conocida en el 2008 por su papel protagónico de Ana Monserrat en la telenovela Vidas robadas junto a Facundo Arana.

## Carrera profesional
Nacida en San Justo y criada en el barrio porteño de Mataderos, empezó trabajando como modelo y, años más tarde, posó para la portada de la revista Playboy. «No me arrepiento, pero hoy no lo volvería a hacer».
Aunque su primera participación fue como secretaria en el programa El último pasajero, presentado por Guido Kaczka, su primer trabajo en televisión como actriz fue en la segunda temporada de Sin código y luego comenzó a trabajar en Son de Fierro, interpretando a Sisi, la hermana de Lucía (la madre de la familia, interpretada por María Valenzuela). Sin embargo, su participación fue corta, ya que se retiró del programa para trabajar en la obra de teatro Extraña pareja. Para justificar el retiro de la actriz, la trama del programa hizo que su personaje sufriera un accidente automovilístico, el cual la habría obligado a realizarse cirugía plástica. A partir de dicho punto, el personaje fue interpretado por la actriz Isabel Macedo. Además, participó como actriz en el videoclip de la canción Crimen de Gustavo Cerati.
Durante 2008 interpreta el personaje de Ana en Vidas robadas, pareja del personaje de Facundo Arana. Sobre ella, Arana dijo lo siguiente: «Ella es dueña de una seguridad que no necesita tener 700 tiras encima para demostrar que es una gran actriz. La mirás y le bajás la vista de la mirada que tiene. Y es dueña de una belleza que no encontrás. Me acuerdo que me llamó la atención el trabajo que hacía con Luis Rubio: se paraba delante de cámara y hacía toda una serie de monerías que hacían que yo pensara: qué zarpada. Y no, no lo era, era una actriz haciendo de ese personaje. Después la vi en una novela, averigüé de ella y me pareció jugada. Apenas me la propuso Telefé como heroína, me pareció genial». En 2009 comenzó con la tira Herencia de amor, a la cual se sumó en la segunda etapa de esta historia. La novela fue un éxito y demostró una inmensa capacidad actoral, luego terminó de actuar en Herencia de amor, interpretando a la chef Julia Di Salvo.
En 2011, participa de la telenovela El elegido, por la pantalla de Telefe, protagonizada por Pablo Echarri, Paola Krum y Leticia Brédice, en el papel de Greta Sáenz Valiente, una codiciosa abogada lesbiana.
En 2013 es convocada para ser una de las protagonistas de Vecinos en guerra de Telefe: Su personaje es Ivana, la antagonista de Eleonora Wexler y pareja de Mike Amigorena.
En 2014 realiza su debut en pantalla grande con la dirección de Natalia Meta en el film cinematográfico Muerte en Buenos Aires, en donde interpreta a Dolores Petric, ayudante del inspector Chávez (Demián Bichir).

## Vida personal
Desde el 2007 hasta el 2013, estuvo casada con el actor Coraje Ábalos. Tienen un hijo llamado Camilo, nacido en 2012.
En 2016, inició una relación con el actor Marco Antonio Caponi, con quien tiene un hijo llamado Valentino, que nació en 2018.  Se casaron en 2020 en una ceremonia civil, y ella lo confirmó en marzo de 2021. 

## Filmografía

### Cine
| Año  | Título                           | Papel          | Dirección                        |
| ---- | -------------------------------- | -------------- | -------------------------------- |
| 2009 | Cuestión de principios           | Adriana        | Rodrigo Grande                   |
| 2014 | Muerte en Buenos Aires           | Dolores Petric | Natalia Meta                     |
| 2014 | Arrebato                         | Carla          | Sandra Gugliotta                 |
| 2014 | El amor y otras historias        | Lucía          | Alejo Flah                       |
| 2017 | Desearás al hombre de tu hermana | Lucía          | Diego Kaplan                     |
| 2020 | El encanto                       | Juliana        | Juan Sasiaín y Ezequiel Tronconi |
| 2020 | El cuaderno de Tomy              | Brenda         | Carlos Sorín                     |
| 2021 | Sola                             | Betty          | José Cicala                      |
| 2021 | La sombra del gato               | Madre          | José Cicala                      |
| 2022 | La ira de Dios                   | Mercedes       | Sebastián Schindel               |
| 2024 | Nahir                            | Yamina Kroh    | Hernán Guerschuny                |
| 2025 | Antes del cuerpo                 | Ana            | Lucía Bracelis y Carina Piazza   |

### Televisión
| Año       | Título                             | Papel                            | Notas               |
| --------- | ---------------------------------- | -------------------------------- | ------------------- |
| 2004-2006 | El ojo cítrico                     | Varios                           |                     |
| 2005      | El último pasajero                 | Azafata                          |                     |
| 2005-2006 | Sin código                         | Carla                            |                     |
| 2006      | Acoso textual                      | Panelista                        |                     |
| 2006      | Jamón del medio                    | Humorista                        |                     |
| 2007      | Son de Fierro                      | Sissi                            |                     |
| 2007      | La ley del amor                    | Malena                           |                     |
| 2008      | Vidas robadas                      | Ana Monserrat                    |                     |
| 2009      | Acompañantes                       | Luz                              |                     |
| 2009-2010 | Herencia de amor                   | Julia Di Salvo                   |                     |
| 2011      | El elegido                         | Greta Sáenz Valiente             |                     |
| 2013-2014 | Los vecinos en guerra              | Ivana Fernández / Ivana Barreiro |                     |
| 2014      | Señores papis                      | Mariana Negri                    |                     |
| 2014      | Las 13 esposas de Wilson Fernández | Marina                           |                     |
| 2016      | La leona                           | Julieta Irigoyen                 |                     |
| 2019      | Atrapa a un ladrón                 | Cecilia Sosa                     |                     |
| 2020      | Separadas                          | Clara Rivero                     |                     |
| 2022      | Dos 20                             | Agustina                         | Episodio: «Eclipse» |
| 2024      | Coppola, el representante          | Yuyito González                  |                     |
| 2024      | Felices los 6                      | Ariela                           |                     |
| 2024      | Selenkay                           | Aurora                           |                     |
| 2025      | Viudas negras, p*tas y chorras     | Maggie Achával Williams          |                     |
| 2025      | Menem                              | María Julia Alsogaray            |                     |
| TBA       | Yiya                               | TBA                              | Próxima serie       |

### Web
| Año  | Título  | Papel   | Notas       |
| ---- | ------- | ------- | ----------- |
| 2024 | Privier | Miranda | 6 episodios |

### Videos musicales
| Año  | Video    | Papel      | Artista        |
| ---- | -------- | ---------- | -------------- |
| 2006 | «Crimen» | Chica sexy | Gustavo Cerati |

## Teatro
| Año       | Título                      | Papel            | Lugar                               |
| --------- | --------------------------- | ---------------- | ----------------------------------- |
| 2007      | Extraña pareja              | Gwendolyn Pigeon | Teatro Corrientes                   |
| 2012-2013 | Macbeth                     | Lady Macbeth     | Teatro Municipal General San Martín |
| 2015      | Piel de Judas               | Nicole           | Teatro Lola Membrives               |
| 2019      | Late el corazón de un perro | Ana              | Espacio Callejón                    |
| 2025      | La revista del Cervantes    | Espíritu         | Teatro Nacional Cervantes           |

## Premios y nominaciones
| Premio                                    | Año  | Categoría                                                       | Trabajo nominado       | Resultado | Ref.   |
| ----------------------------------------- | ---- | --------------------------------------------------------------- | ---------------------- | --------- | ------ |
| Premios ACE                               | 2015 | Mejor actriz de reparto en drama, comedia dramática y/o comedia | Piel de Judas          | Nominada  | [ 13 ] |
| Premios Cóndor de Plata                   | 2015 | Revelación femenina                                             | Muerte en Buenos Aires | Ganadora  | [ 14 ] |
| Premios Martín Fierro                     | 2010 | Mejor actriz de reparto                                         | Herencia de amor       | Nominada  | [ 15 ] |
| Premios Martín Fierro                     | 2011 | Mejor actriz de reparto                                         | El elegido             | Ganadora  | [ 16 ] |
| Premios Martín Fierro                     | 2016 | Mejor actriz de reparto                                         | La leona               | Nominada  | [ 17 ] |
| Premios Sur                               | 2020 | Mejor actriz                                                    | El encanto             | Nominada  | [ 18 ] |
| Premios Tato                              | 2011 | Mejor actriz de reparto                                         | El elegido             | Ganadora  | [ 19 ] |
| Premios de la Unión de Actores y Actrices | 2012 | Mejor actriz revelación                                         | Cuestión de principios | Nominada  | [ 20 ] |